# Happy (Texas)
Pour les articles homonymes, voir Happy.
Happy est une ville située en limite des comtés de Randall et de Swisher, au Texas, aux États-Unis,.

## Démographie
Lors du recensement de 2010, la ville comptait une population de 678 habitants. Elle est estimée, en 2016, à 651 habitants.

### Source de la traduction
- (en) Cet article est partiellement ou en totalité issu de l’article de Wikipédia en anglais intitulé « Happy, Texas » (voir la liste des auteurs).